# Lamborghini Countach
Lamborghini Countach är en bilmodell av biltillverkaren Lamborghini. Den lanserades på Internationella bilsalongen i Genève 1971, och tillverkades mellan 1973 och 1990. Prototypen designades av Marcello Gandini på Bertone och har sina rötter i konceptbilen Lancia Stratos Zero från 1970.
De tidiga bilarna LP400 var slanka med smala 14" hjul. Denna första generation tillverkades i totalt 157 exemplar.1978 introducerades LP400S där karossen breddats med skärmbreddare för att få plats med Pirellis nya lågprofildäck P7 där backdäcken i dimension 335/35 R15 var de bredaste någonsin för en produktionsbil. Många bilar levererades även med en jättelik vinge på bakluckan vilken kunde beställas som extrautrustning. Enbart mindre uppgraderingar gjordes i de efterföljande versionerna LP500S och LP5000 QV. 1988 presenterades en 25th Aneversary Model med en del större moderniseringar och designförändringar inspirerade av Ferrari Testarossa. Den totala produktionen uppgår till 1 983 exemplar varav mer än hälften såldes under de sista fem åren av modellens nitton år långa produktionstid.
Bilen är bakhjulsdriven via en 5-växlad manuell växellåda.
Modellen medverkar i ett flertal filmer bland annat i Mitt i plåten!.

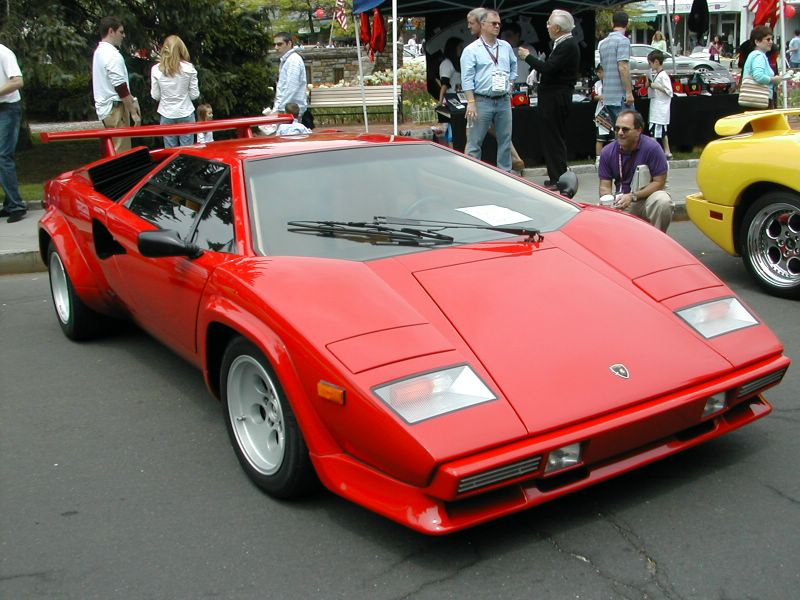
Lamborghini Countach LP500S

Varianter:
| Modell    | Motor                   | Cylindervolym | Effekt | Bränsle                     |
| --------- | ----------------------- | ------------- | ------ | --------------------------- |
| LP400     | 12-cyl V-motor dohc     | 3929 cm³      | 375 hk | 6 st Weber 45DCOE förgasare |
| LP400S    | 12-cyl V-motor dohc     | 3929 cm³      | 353 hk | 6 st Weber 45DCOE förgasare |
| LP500S    | 12-cyl V-motor dohc     | 4754 cm³      | 375 hk | 6 st Weber 45DCOE förgasare |
| LP500S Qv | 12-cyl V-motor dohc 48v | 5167 cm³      | 455 hk | 6 st Weber 45DCOE förgasare |
| 5000 Qv   | 12-cyl V-motor dohc 48v | 5167 cm³      | 420 hk | Bosch bränsleinsprutning    |